# Can thiệp tâm trí - cơ thể
Can thiệp tâm trí - cơ thể (Mind–body interventions) hay thực hành tâm trí - cơ thể (mind and body practices), y học tâm trí - cơ thể (mind-body medicine),thân tâm liệu pháp là loạt các can thiệp y học và ngoài y học dựa trên ý tưởng rằng tâm trí có khả năng tác động đến thân thể vật lý. Phân loại này được giới thiệu vào tháng 9 năm 2000 bởi trung tâm National Center for Complementary and Integrative Health (NCCIH) thuộc Viện y tế quốc gia Hoa Kỳ, do đó bao gồm cả các biện pháp can thiệp y học thay thế. Phân loại này không bao gồm các thực hành đã được chứng minh khoa học như liệu pháp nhận thức hành vi.

## NCCIH định nghĩa
NCCIH định nghĩa can thiệp tâm trí - cơ thể là việc thực hành "một loạt các kỹ thuật được thiết kế nhằm tạo điều kiện cho tâm trí thực hiện khả năng tác động đến các chức năng và triệu chứng cơ thể", và bao gồm chương trình hướng dẫn tư tưởng, hướng dẫn thiền và hình thức của thiền, thôi miên và chữa bệnh bằng thôi miên, cầu nguyện, cũng như liệu pháp nghệ thuật, liệu pháp âm nhạc và liệu pháp khiêu vũ.

## Trong y học thông thường
Tất cả các can thiệp tâm trí - cơ thể đều tập trung vào sự tương tác giữa não bộ, cơ thể và hành vi và được thực hành với ý định sử dụng tâm trí để thay đổi chức năng thể chất, tăng cường sức khỏe tổng thể và hạnh phúc con người.
Tuy nhiên, NCCIH không xét các can thiệp tâm trí-cơ thể thuộc phạm vi của liệu pháp bổ sung và thay thế khi nó có đủ bằng chứng khoa học về lợi ích của việc thực hành cùng với chuyên môn trong y học thông thường. Một thực tế để NCCIH định nghĩa can thiệp tâm trí - cơ thể bởi vì nó dùng năng lực của tâm trí để tác động đến chức năng và triệu chứng cơ thể, nhưng có đủ bằng chứng khoa học và y học chính thống cho nó nằm ngoài phạm vi của liệu pháp bổ sung và thay thế là liệu pháp nhận thức hành vi.

## Danh sách
Sau đây là danh sách hiện tại của các liệu pháp can thiệp tâm trí - cơ thể được cung cấp bởi NCCIH:
- Châm cứu
- Kĩ thuật Alexander
- Liệu pháp nghệ thuật
- Bài tập thở
- Phương pháp nắn chỉnh cột sống
- Liệu pháp khiêu vũ
- Phương pháp Feldenkrais
- Tưởng tượng có hướng dẫn
- Thiền có hướng dẫn
- Thôi miên
- Liệu pháp mát-xa
- Thiền định
- Liệu pháp âm nhạc
- Thuật nắn xương
- Pilates
- Cầu nguyện
- Phương pháp tăng thư giãn cơ
- Khí công
- Rolfing
- Thái cực quyền
- Trager approach
- Yoga

## Tính phổ biến
Can thiệp tâm trí - cơ thể là liệu pháp bổ sung và thay thế phổ biến nhất ở Hoa Kỳ, trong đó yoga và thiền là các hình thức được ưa chuộng nhất.

## Bằng chứng về hiệu quả
Có một số lợi ích được ghi nhận của can thiệp tâm trí - cơ thể được dẫn nguồn từ các công trình nghiên cứu khoa học, trước hết trong việc góp phần vào điều trị một loạt các tình trạng bệnh bao gồm đau đầu, bệnh động mạch vành và đau mãn tính, thứ hai trong việc cải thiện bệnh tật và những triệu chứng gây ra bởi hóa trị, bao gồm buồn nôn, nôn mửa, và đau cục bộ ở những bệnh nhân mắc ung thư; thứ ba trong việc tăng khả năng nhận thức giúp bệnh nhân đương đầu với các thách thức và vấn đề nghiêm trọng; và thứ tư là trong việc cải thiện chất lượng cuộc sống tổng thể. Ngoài ra, có bằng chứng hỗ trợ rằng não và hệ thần kinh trung ương có ảnh hưởng đến hệ thống miễn dịch và kết quả can thiệp tâm trí - cơ thể cũng giúp tăng cường chức năng miễn dịch, bao gồm bảo vệ và hồi phục quá trình trình nhiễm trùng và bệnh tật.